# بخش کندور، شهرستان اوتار تیل، مینه سوتا
بخش کندور (به انگلیسی: Candor Township) یک منطقهٔ مسکونی در ایالات متحده آمریکا است که در شهرستان اوتر تیل، مینه‌سوتا واقع شده‌است.
 بخش کندور ۸۹٫۴ کیلومتر مربع مساحت و ۵۳۴ نفر جمعیت دارد و ۴۱۵ متر بالاتر از سطح دریا واقع شده‌است.